# 더 킹 오브 스태튼 아일랜드
《더 킹 오브 스태튼 아일랜드》(영어: The King of Staten Island)는 미국에서 제작된 저드 애퍼타우 감독의 2020년 코미디 드라마 영화이다. 피트 데이비드슨, 머리사 토메이, 빌 버, 벨 파울리, 모드 애퍼타우, 스티브 부세미 등이 출연하였다.
애초에는 미국에서 극장 개봉이 계획되었으나 2020년 6월 12일 유니버설 픽처스에 의해 프리미엄 VOD로 디지털 배급되었다. 피트 데이비드슨의 연기를 중심으로 비평가들로부터 대체로 긍정 평가를 받았으나 영화가 늘어진다는 비판을 받았다.

## 출연
- 피트 데이비드슨
- 머리사 토메이
- 빌 버
- 벨 파울리
- 모드 애퍼타우
- 스티브 부세미
- 패멀라 애들론
- 지미 테이트로
- 케빈 코리건
- 도미닉 롬바도지
- 모이세스 아리아스
- 폴린 샬라메
- 콜슨 베이커
- 로버트 스마이글